# مرتضی کرمی
مرتضی کرمی (زادهٔ ۱۳۴۲ در شیراوند - درگذشت ۲۹ آذر ۱۳۸۳) نمایندهٔ حوزهٔ انتخابیهٔ ایلام، ایوان، مهران، شیروان و چرداول در دورهٔ هفتم مجلس شورای اسلامی بوده‌است.

## مرگ
عادل آذر ديگر نماينده ايلام در گفتگو با خبرنگار مهر با اعلام اين خبر گفت : پيكر مرحوم كرمی صبح فردا توسط همكارانش از مقابل ساختمان مجلس شورای اسلامی ( بهارستان) تشييع خواهد شد . 
به گفته وي همچنين پيكر اين مرحوم ساعت 8 روز سه شنبه از ميدان مركزی ايلام تا زادگاهش هليلان تشييع می‌شود و در آرامگاه اين شهر به خاك سپرده خواهد شد .
مرتضي كرمي نماينده ايلام در مجلس شورای اسلامی ساعت 21 سه‌شنبه 19 آذر به همراه راننده خود از ايلام به سمت تهران در حال حركت بود كه در نزديكی رزن همدان بر اثر تصادف با خودرويی كه از جاده فرعی وارد جاده اصلی شده بود دچار ضربه مغزی شديد شد و بلافاصله به بيمارستان كاشانی همدان منتقل شد و سپس به بيمارستان پارس تهران منتقل و بستری شد .